# Mogadishu
Mogadishu (Somalisch: Muqdisho; Arabisch: مقديشو; in het Nederlands ook wel Mogadisjoe; lokaal bekend als Xamar of Hamar) is de hoofdstad van Somalië en ligt in de hoofdstedelijke regio Banaadir aan de Indische Oceaan. De hoofdstedelijke regio had in 2019 naar schatting 2,3 miljoen inwoners op een oppervlakte van 370 km2.
Mogadishu is de grootste stad in Somalië. Het is de zeehaven, het handelscentrum en het financiële centrum. Voedingsmiddelen, dranken en textiel vormen de belangrijkste industrieën. De stad is via autowegen verbonden met Kenia en Ethiopië en heeft een internationale luchthaven. Tot de historische gebouwen behoren de moskee van Fakr ad-Din (1269) en het Garesapaleis dat aan het eind van de 19e eeuw werd gebouwd voor de plaatselijke bestuurder van de sultan van Zanzibar. Tegenwoordig zijn er een museum en een bibliotheek in gehuisvest. Mogadishu is ook de zetel van de nationale universiteit van Somalië.

## Geschiedenis

### Vroege geschiedenis
Volgens de Periplus van de Erythreïsche Zee verbond de handel over zee met andere volkeren langs de Indische Oceaan de inwoners van het huidige Somalië al rond de 1e eeuw na Christus met andere volkeren. Moslimhandelaren van het Arabisch Schiereiland kwamen rond 900 na Christus aan bij het huidige Mogadishu. De stad lag goed om een regionaal handelscentrum te worden.
De naam "Mogadishu" is waarschijnlijk afgeleid van het Perzische Maq'ad-i Shah, (مقعد شاه) "Het landgoed van de Sjah". Voor vele jaren stond de stad bekend als een uitstekende stad in de Bilad al Barbar, "Land van de Berbers", wat de middeleeuwse Arabische naam voor de Hoorn van Afrika was.
De stad beleefde het toppunt van zijn welvaart toen de Marokkaanse reiziger Ibn Battuta in 1331 op de Somalische kust verscheen. Hij beschreef Mogadishu als een buitengewoon grote stad, met veel verkopers, die beroemd waren om hun goede kwaliteit textiel, die onder ander uit Egypte werd getransporteerd. Ook voegde hij eraan toe dat de stad werd geregeerd door een sultan, die zowel Somalisch als Arabisch sprak.
Later zouden nog de Portugezen komen. Zij waren echter niet in staat de stad over te nemen. Begin 16e eeuw werd Mogadishu als volgt beschreven door de Portugees Duarte Barbosa: "Vertrekkend uit de hiervoor genoemde stad Brava, langs de kust verder richting de Rode zee, is er een andere erg grote en mooie stad, genoemd Magadoxo, die behoort tot de Moren, en er regeert een Koning, en het is een plaats van veel handel in allerlei waren. Schepen komen hier vanuit het Koninkrijk Cambay en van Aden met allerlei spul, en met andere handelswaar van allerlei aard, en met specerijen. En daarvandaan nemen ze mee terug veel goud, ivoor, bijenwas, en andere dingen waarmee zij winst maken. In deze stad is overvloedig veel vlees, graan, gerst, en paarden, en veel fruit; het is een erg rijke plaats. Alle mensen spreken Arabisch; ze zijn donker, en zwart, en sommigen van hen blank. Maar zij zijn slechte krijgers, en gebruiken kruiden met hun pijlen om zichzelf te verdedigen tegen hun vijanden."

### 1800 tot 1950

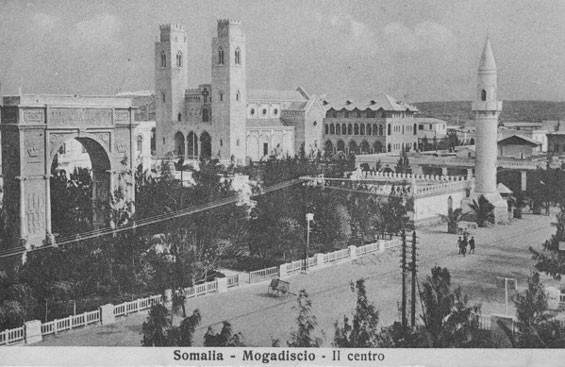
Mogadishu in 1936 met de kathedraal van Mogadishu, gebouwd in 1928 en gesloopt in 2008 door moslimfundamentalisten

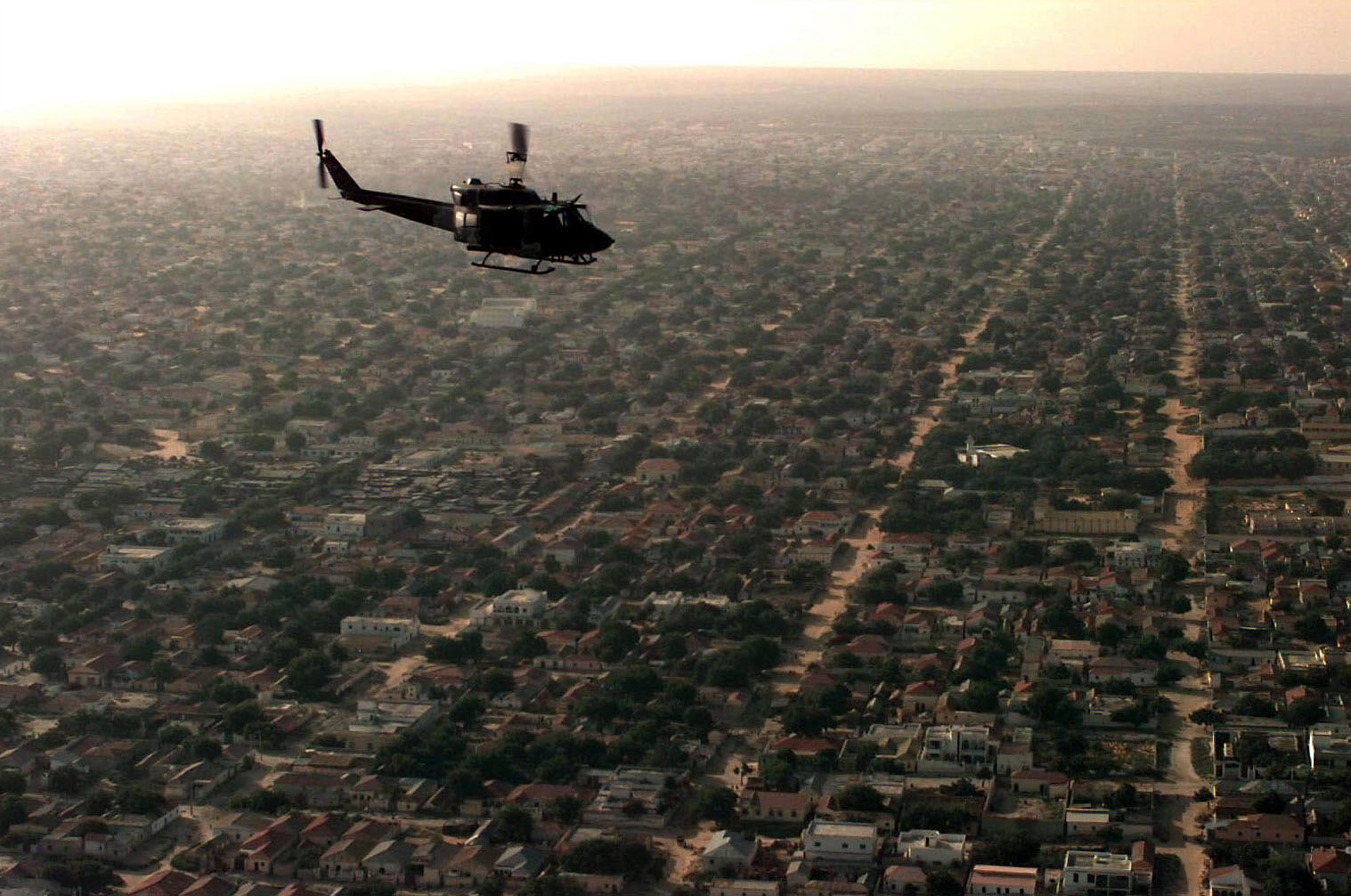
Amerikaanse helikopter boven een woonwijk in Mogadishu in 1992

In 1871 nam Barghash bin Said, de sultan van Zanzibar, bezit van de stad.
In 1892 leende Ali bin Said de stad uit aan Italië. In 1905 kocht Italië de stad en maakte de stad tot hoofdstad van Italiaans-Somaliland.
Aan het einde van de jaren dertig hielpen 10.000 Italiaanse Somaliërs uit Mogadishu met de constructie van nieuwe gebouwen en lanen. Zij bouwden onder andere de 114 kilometer lange spoorweg naar Jawhar en de Strada Imperiale (Keizerlijke Weg), een geasfalteerde weg die Mogadishu met Addis Abeba verbond.
Mogadishu bleef de gehele tijd de hoofdstad, en werd in 1960 ook de hoofdstad van het onafhankelijke Somalië.

### Recente geschiedenis
In 1990 werd de stad door rebellen overgenomen, waardoor de president van Somalië Siad Barre naar Kenia moest vluchten. Een factie verklaarde Ali Mahdi Muhammad als president, terwijl een andere factie Mohammed Farrah Aidid als president benoemde. Een contingent van de United States Marine Corps landde op 9 december 1992 bij Mogadishu, als spits van de troepen voor Operation Restore Hope. Een vredesmissie van de Verenigde Naties, waar Pakistan, Italië en Maleisië aan meededen.
Mogadishu werd tot 2006 door krijgsheren beheerd. In 2006 vormden zakenlui en moslims een succesvolle coalitie, zij grepen de macht en beheerden de stad als de Unie van Islamitische Rechtbanken. Later in datzelfde jaar viel het Ethiopische leger binnen, om de UIR te verdrijven en de internationaal erkende regering, die lange tijd naar Kenia verbannen was, te herstellen.

### Aanslagen
Mogadishu wordt al lange tijd geteisterd door vele aanslagen:
- Bomaanslag in Mogadishu op 3 augustus 2008
- Aanslag in het winkelcentrum Westgate in september 2013
- Bomaanslag in Mogadishu op 14 oktober 2017

## Geografie
De Shebelle-rivier begint in centraal Ethiopië en stroomt dan naar een punt, 30 kilometer voor de Indische Oceaan, dicht bij Mogadishu, voordat de rivier verder stroomt naar het zuidwesten. Het water van de rivier is essentieel voor de verbouwing van suikerriet, katoen en bananen, maar droogt meestal in februari en maart op.
De stranden van Mogadishu zijn door de weinige westerse toeristen die er komen, beschreven als een van de mooiste ter wereld en dat ze een makkelijke toegang zijn tot levendige koraalriffen.

## Economie
Mogadishu is een financieel en commercieel centrum. De economie is al wat hersteld van de burgerlijke onrust, maar de Somalische Burgeroorlog zorgt nog steeds voor problemen. Het afwezig zijn van een regering is positief voor de handel; er kan namelijk vrij gehandeld worden zonder belasting, maar gaat ten koste van de burgers en infrastructuur. Bedrijven huren gewapende milities in om hen tegen gewapende bendes te beschermen, waardoor het geweld midden op straat is afgenomen. Maar toch is het misdaadcijfer hoog en zijn er regelmatig moorden en soms een bomaanslag.
De belangrijkste industrieën zijn het verwerken van voedsel, drank en katoen. De markt biedt alles van voedsel tot elektrische gadgets aan. Hormuud, de grootste telefoonmaatschappij in zuid en centraal Somalië, heeft zijn hoofdkantoor in de stad.

## Transport

### Wegen
De wegen die uit Mogadishu lopen, verbinden de stad met vele andere Somalische steden en met Kenia en Ethiopië.

### Vliegvelden
Privé Luchtvaartmaatschappijen als Jubba Airways vliegen naar verschillende vliegvelden in en rond Mogadishu. Grote gevechten hadden het vliegveld Mogadishu International Airport, in 2007 hernoemd naar Aden Adde International Airport, in 2008 grotendeels vernietigd. Van 2008 tot 2010 werd door burgervliegtuigen geland en opgestegen op een landingsbaan K50, zo'n 50 km van Mogadishu verwijderd. Eind 2010 was de veiligheidssituatie in Mogadishu echter aanzienlijk verbeterd, waarbij de federale regering er uiteindelijk in slaagde om in augustus van het volgende jaar de volledige controle over de hoofdstad over te nemen. In 2013 had de Internationale Burgerluchtvaartorganisatie de luchthaven officieel verwijderd van de Zone 5-lijst van luchthavens die als veiligheidsrisico's worden beschouwd. Aden Adde International Airport wordt gebruikt door de Somalische particuliere luchtvaartmaatschappijen Daallo Airlines, Jubba Airways en African Express Airways, naast VN-chartervliegtuigen, en Turkish Airlines.

### Havens
Mogadishu heeft het meeste havenverkeer in Somalië en is ook een belangrijke haven. Vele internationale handelaren profiteren van het feit dat er geen belasting betaald hoeft te worden. Er is echter ook veel piraterij rondom de kust, wat zeetransport lastig maakt.

### Treinen
Tijdens de jaren tachtig waren er projecten bezig om de 114 kilometer rails tussen Mogadishu en Jawhar weer berijdbaar te maken. Deze rails waren in 1926 door de Italianen aangelegd, maar zijn tijdens de Tweede Wereldoorlog door de Britten ontmanteld.

## Onderwijs
De volgende instituten voor hoger onderwijs zijn gevestigd in Mogadishu:
- Universiteit Mogadishu.
- Nationale Universiteit Somalië.
- Benadir Universiteit.

## Bevrijding van een gekaapt Duits vliegtuig
Op 18 oktober 1977 landde op de luchthaven in Mogadishu een Duits gekaapt vliegtuig (Lufthansa Boeing 737 "Landshut") met 82 passagiers. De vier terroristen dreigden het vliegtuig in de lucht te laten ontploffen. Het vliegtuig werd door een elite-eenheid van de Duitse politie ontzet. De terroristen werden uitgeschakeld en alle passagiers gered.

## Geboren in Mogadishu
- Iman Abdulmajid (1955), Somalisch-Amerikaans fotomodel
- Mohamed Abdullahi Mohamed Farmajo (1962), voormalige president van Somalië
- Yasmine Allas (1967), actrice en schrijfster
- Ayaan Hirsi Ali (1969), tot mei 2006 Somalisch-Nederlands politica (VVD)
- K'naan (1978), Somalisch-Canadees artiest
- Ilhan Omar (1981), Somalisch-Amerikaans politica
- Mo Farah (1983), Somalisch-Brits atleet
- Omar Munie (1985), Somalisch-Nederlands modeontwerper
- Bashir Abdi (1989), Somalisch-Belgisch atleet
- Mohamed Ali (1989), Somalisch-Nederlands atleet
- Abdi Nageeye (1989), Somalisch-Nederlands atleet
- Ahmed Ali (1990), Somalisch-Nederlands voetballer
- Samia Yusuf Omar (1991-2012), atlete